# アルベルト・ウンディアーノ
アルベルト・ウンディアーノ・マジェンコ（Alberto Undiano Mallenco, 1973年10月8日 - ）はスペイン出身のサッカー審判員である。

## 概要
1994年に審判員の資格を取得、2000年に史上最年少の26歳でプリメーラ・ディビシオンの審判を務める。2004年にFIFAのライセンスを取得し国際審判員として活動している。副業は社会学者。母語であるスペイン語の他に、第2言語として英語を使用できる。2007年にFIFA国際審判団に選出され2007 FIFA U-20ワールドカップにおいて2試合で主審を務めた。2010年には、2010 FIFAワールドカップにおいて3試合で主審を務めた。

## 担当した主な国際大会

### 2010 FIFAワールドカップ
2010 FIFAワールドカップでは3試合を担当した。
- グループD: ドイツ vs セルビア
- グループG: 北朝鮮 vs コートジボワール
- 決勝トーナメント1回戦: オランダ vs スロバキア